# Jacques Schrobiltgen
Jacques Schrobiltgen (Eupen, 11 mei 1989) is een voormalig Belgisch Duitstalig politicus voor de CSP.

## Levensloop
Schrobiltgen is de kleinzoon van Kurt Ortmann, die voorzitter was van het Parlement van de Duitstalige Gemeenschap.
Hij volgde van 2008 tot 2010 een studie in de farmaceutische wetenschappen aan de UCL, van 2010 tot 2014 een studie in de biologie aan de Rheinisch-Westfälische Technische Hochschule in Aken en van 2014 tot 2016 een opleiding als bierbrouwer. In 2016 werd hij brouwmeester.
Net als grootvader werd hij politiek actief voor de CSP. Hij werd lid van de Junge Mitte, de jongerenafdeling van de partij. In 2018 werd hij verkozen tot provincieraadslid van Luik. Als Duitstalige werd hij hierdoor ook raadgevend lid van het Parlement van de Duitstalige Gemeenschap.
In september 2023 nam Schrobiltgen ontslag uit al zijn politieke mandaten. Hij besloot zich namelijk beroepshalve te heroriënteren en vond dat dit niet combineerbaar was met een politieke loopbaan. Omdat er geen opvolgers meer ter beschikking waren, bleef de zetel van de CSP in de provincieraad van Luik tot aan de volgende verkiezingen in oktober 2024 vacant.